# 函館運輸支局
函館運輸支局（はこだてうんゆしきょく）は国土交通省の46県にある運輸支局のひとつ。所在地は北海道函館市西桔梗町に所在する。
- ここで交付されるナンバープレートは「函館」ナンバーになる。
- 1988年以前に交付されていたナンバープレートは「函」ナンバーであった。

## 自動車登録管轄区域
渡島総合振興局管内、檜山振興局管内である。
- 函館市・北斗市・松前郡・上磯郡・亀田郡・茅部郡・二海郡・山越郡・檜山郡・爾志郡・久遠郡・奥尻郡・瀬棚郡